# Гласник Шумарског факултета
Гласник Шумарског факултета je научни часопис који излази од 1950. године и бави се питањима шумарства и сродних дисциплина. Издавач је Шумарски факултет Универзитета у Београду.

## О часопису
Гласник Шумарског факултета објављује прегледне и оригиналне научне радове из области шумарства, технологије, менаџмента и пројектовања намештаја и производа од дрвета, пејзажне архитектуре и хортикултуре и еколошког инжењеринга у заштити земљишних и водних ресурса.  Рецензије радова обављају два рецензента, од којих је један из иностранства.

### Историјат
С обзиром на изузетни значај шума у заштити наше драгоцене планете, историјат часописа је богат. Први број часописа публикован је 1950. године. Уз свеске са објављеним  радовима, од 1965. године, публиковане су и свеске у којима су приказане докторске дисертације професора Шумарског факултета у виду посебне серије Е – докторске дисертације као и специјализоване свеске серије А – из области шумарства, серије Б – из области дрвне индустрије и серије Ц – из области пејзажне архитектуре. Специјално издање поводом научног скупа “Шуме Србије и одрживи развој“ издато је 2014. године а 2015. године и поводом међународног саветовања Шумско инжењерство Југоисточне Европе – стање и изазови. Од броја 111 (2015. године) радови се објављују на српском и енглеском језику. Гласник Шумарског факултета је носилац ауторских права на објављене чланке под условима дефинисаним CC лиценцом Creative Commons Autorstvo 4.0 International.

### Периодичност излажења
Уз кратке периоде одступања, часопис се од оснивања, до данас, публикује у виду двa броја годишње. Прва свеска се штампа у јуну, друга у децембру.

## Уредници
Уредник првог броја часописа био је проф. др Светислав Живојиновић (1950-1956). Следе др Тома Бунушевац  (1956-1959), проф. др Данило Тодоровић (1959-1965), проф. др Владислав Поповић (1965-1968), проф. др Бранислав Јовановић (1968), проф. др Душан Симеуновић (1970-1975), проф. др Милован Гајић (1976-1992), проф. др Душан Јовић (1994-2000), проф. др Милан Нешић (2000-2002), проф. др Драган Караџић (2002-2009), проф. др Ненад Кеча (2009-2013) и од 2014. године  проф. др Миодраг Златић. Уређивачки одбор чине декан Шумарског факултета и четири еминентна професора (по један из  сваке од наведених области). Издавачки одбор чини 25 чланова из САД, Азије и Европе који су водећи експерти из ових области у светским размерама.

## Аутори прилога
За часопис пишу еминентни стручњаци из области шумарства, технологије, менаџмента и пројектовања намештаја и производа од дрвета, пејзажне архитектуре и хортикултуре и еколошког инжењеринга у заштити земљишних и водних ресурса, из земље, региона  и света.

## Теме
- Шумарство
- Технологија
- Менаџмент и пројектовање намештаја и производа од дрвета
- Пејзажна архитектура и хортикултура
- Екологија  и еколошки инжењеринг у заштити земљишних и водних ресурса.

## Типови радова
- Оригинални  научни радови
- Прегледни радови
- Полемика (ово поглавље намењено је критикама и одговорима на критике, на академском нивоу, уколико се укаже потреба за истим)

## Индексирање у базама података
- DOI Serbia[1]
- SCIndeks[4]
- Forest Science Database
- EBSCO
- DOAJ[5]
- PROQUEST

## Категоризација часописа
Часопис је категорисан од стране Министарства просвете, науке и технолошког развоја Републике Србије.